# Kościół św. Jana Chrzciciela w Choroniu
Kościół parafialny pw. św. Jana Chrzciciela – kościół parafialny pod wezwaniem św. Jana Chrzciciela w Choroniu. Kościół jest świątynią parafialną rzymskokatolickiej parafii pod tym samym wezwaniem.

## Historia
W 1595 roku w Choroniu była murowana kaplica. Na polecenie wizytatora stała się wtedy kaplicą filialną, podlegającą farze w Przybynowie. W miejscu kaplicy w 1657 roku wzniesiono kościół św. Jana Chrzciciela. Kościół był kilkakrotnie rozbudowywany i modernizowany. W 1903 roku został gruntownie odremontowany na polecenie i kosztem ówczesnych właścicieli tutejszego folwarku, Edwarda i Stanisławy Bylińskich. W 1913 roku został rozbudowany w związku z planowanym już wtedy erygowaniem parafii. Miało to miejsce pod koniec czerwca 1916 roku na mocy dekretu biskupa kieleckiego ks. Augustyna Łosińskiego. Kościół został poświęcony na początku 1914 roku przez proboszcza przybynowskiego ks. Adama Adamka. W 1930 r. staraniem ks. Augustyna Kańtocha kościół odremontowano i dobudowano nową zakrystię z funduszy Bylińskich.
Podczas agresji niemieckiej na Polskę w 1939 roku, 3 września doszło w pobliżu świątyni do krwawych walk, w których wziął udział 74 Górnośląski Pułk Piechoty z Lublińca. Pomnik, upamiętniający 105 poległych polskich żołnierzy, znajduje się w pobliskim Dębowcu.
W 1949 r. staraniem ks. Edwarda Dujaka przedłużono nawę świątyni o 10 m. Ks. Franciszek Januszewski zelektryfikował kościół, pomalował go od wewnątrz i wyposażył w nowe ławki. Po 1970 r. za ks. Mariana Wojtasika zmieniono drewniany sufit na strop Kleina, wymieniono dachówkę cementową na ceramiczną, podniesiono o 30 cm poziom posadzki. Wybudowano z marmuru ołtarz i chrzcielnicę. Wyremontowano ogrodzenie z kamienia, a od drogi dano parkan. Zabezpieczono otwory okienne i drzwi główne kratami. Dobudowano część zakrystii, umeblowano prezbiterium i chór. Zainstalowano elektryczne ogrzewanie. Po przeprowadzeniu tych wszystkich prac 19 kwietnia 1976 r. ks. biskup Franciszek Musiel dokonał konsekracji kościoła. W następnych latach kościół został otynkowany.
W latach 1994–2000 staraniem ks. proboszcza Jana Wajsa w kościele parafialnym w Choroniu wykonano: nowy wystrój ściany głównej prezbiterium, zbudowano dwa boczne ołtarze, stałą ambonę, przebudowano ołtarz soborowy, wstawiono aluminiowe okna wraz z witrażami i dębowe drzwi wejściowe, wymieniono instalację elektryczną, oświetlenie, założono nagłośnienie wewnątrz i na zewnątrz kościoła, zainstalowano elektryczne ogrzewanie podławkowe, przeprowadzono remont wnętrza zakrystii. Na zewnątrz kościoła wykonano dach nad ołtarzem polowym, oświetlono plac kościelny, uporządkowano i zagospodarowano cmentarz grzebalny.
2 sierpnia 1972 roku wpisano kościół do wojewódzkiego rejestru zabytków.
Kościół pw. św. Jana Chrzciciela jest ogólnodostępny. Najlepiej jest go zwiedzać w godzinach porannych lub popołudniowych, przed lub po odprawianą tutaj codziennie mszą św. oraz w niedziele i święta.

## Architektura zewnętrzna
Sylwetka kościoła pod wezwaniem św. Jana Chrzciciela, dzięki położeniu na sporej wyniosłości, jest widoczna z wielu odległych miejsc Jury. Świątynia została zbudowana na planie prostokąta, z węższym od nawy, prostokątnie zamkniętym prezbiterium. Od strony zachodniej nad nawą wznosi się nieduża, wieloboczna wieża z ostrosłupowym hełmem; jeszcze mniejszą sygnaturkę umieszczono w pobliżu zbiegu dachów nawy i prezbiterium. Najładniejszymi elementami chorońskiego kościoła są dwa portale renesansowe.
Droga biegnąca przy kościele ze względu na położenie na grzbiecie najdalej na zachód wysuniętego wzgórza w tej okolicy stanowi doskonały punkt widokowy na Obniżenie Górnej Warty z Zalewem w Poraju, okolice Biskupic i Sokolich Gór.

## Wnętrze
Kościół posiada jedną nawę. Znajdują się w nim trzy ołtarze z końca XX wieku. W głównym ołtarzu znajduje się krzyż oraz obraz Chrztu Pańskiego oraz Matki Boskiej Częstochowskiej. W ołtarzu z prawej strony znajduje się obraz Jezusa Miłosiernego, a z lewej figura Matki Bożej Fatimskiej.